# Herminiimonas fonticola
Espèce
Herminiimonas fonticola sont des bacilles à Gram négatif, mobiles grâce à un unique flagelle polaire aérobies et chimio-organotrophes.
Cette espèce présente en culture sur boîte de Petri des colonies pigmentées en jaune.
C'est une espèce mésophylle qui est se développe entre 10 et 35 °C (température optimale de croissance d'environ 30 °C) et pour des pH entre 6 et 9,5.
Différentes souches de H. fonticola ont été isolées de bouteilles d'eau minérale portugaise.